# Cabanglasan, Bukidnon
Cabanglasan là một đô thị hạng 4 ở tỉnh Bukidnon, Philippines. Theo điều tra dân số năm 2000, đô thị này có dân số 32.305 người trong 5.994 hộ.

## Các đơn vị hành chính
Cabanglasan được chia thành 15 barangay.
- Cabulohan
- Cananga-an
- Iba
- Imbatug
- Lambangan
- Mandaing
- Paradise
- Poblacion
- Anlogan
- Capinonan
- Dalacutan
- Freedom
- Mandahikan
- Mauswagon
- Jasaan